# 류자선
류자선(중국어 정체자: 六家線, 병음: Liù jiā xiàn, 한자음: 육가선)은 타이완 철로관리국의 철도 노선이다.

## 운행 형태
- 구간차(區間車)

## 차량
- 구간차, 구간쾌차

## 역 목록
| 241 | 주중 | 竹中 | Zhuzhong | 네이완 선         |
| 240 | 류자 | 六家 | Liujia   | ■ 타이완 고속철도 |

## 같이 보기
- 타이완의 철도
- 타이완 철로관리국